# Weichselbaum (Burgenland)
Weichselbaum ist eine Gemeinde im Bezirk Jennersdorf im Burgenland in Österreich. Der ungarische Name der Gemeinde ist Badafalva.

## Geografie
Die Gemeinde liegt im südlichen Burgenland. Vom südlichen Tal der Raab, in einer Höhe von rund 240 Meter über dem Meer steigt, das Land in hügelig an. Über die Hälfte der Gemeindefläche wird landwirtschaftlich genutzt, mehr als ein Drittel ist bewaldet.

### Gemeindegliederung
Das Gemeindegebiet umfasst folgende vier Ortschaften (in Klammern Einwohnerzahl Stand 1. Jänner 2024):
- Krobotek (304) samt Daxenberg, Potschenberg, Satzenberg und Zipf
- Maria Bild (191) samt Oberbergen und Unterbergen
- Rosendorf (90) samt Potschenberg
- Weichselbaum (120)

Die Gemeinde besteht aus den Katastralgemeinden Krobotek, Rosendorf und Weichselbaum.

### Nachbargemeinden
| Königsdorf   | Eltendorf                                   | Heiligenkreuz im Lafnitztal |
| Jennersdorf  | Kompassrose, die auf Nachbargemeinden zeigt | Mogersdorf                  |
| Sankt Martin | Ungarn                                      |                             |

## Geschichte
Der Ort Weichselbaum gehörte wie das gesamte Burgenland bis 1920/21 zu Ungarn (Deutsch-Westungarn). Der Legende nach kehrte ein 1749 an einem Baum angebrachtes Marienbild immer wieder in den Wald zurück, nachdem es in den Ort Weichselbaum gebracht wurde, woraufhin der Kirchweiler Maria Bild gegründet wurde. Seit 1898 musste aufgrund der Magyarisierungspolitik der Regierung in Budapest der ungarische Ortsname Badafalva verwendet werden.
Nach Ende des Ersten Weltkriegs wurde nach zähen Verhandlungen Deutsch-Westungarn in den Verträgen von St. Germain und Trianon 1919 Österreich zugesprochen. Der Ort gehört seit 1921 zum neu gegründeten Bundesland Burgenland (siehe auch Geschichte des Burgenlandes).

### Bevölkerungsentwicklung

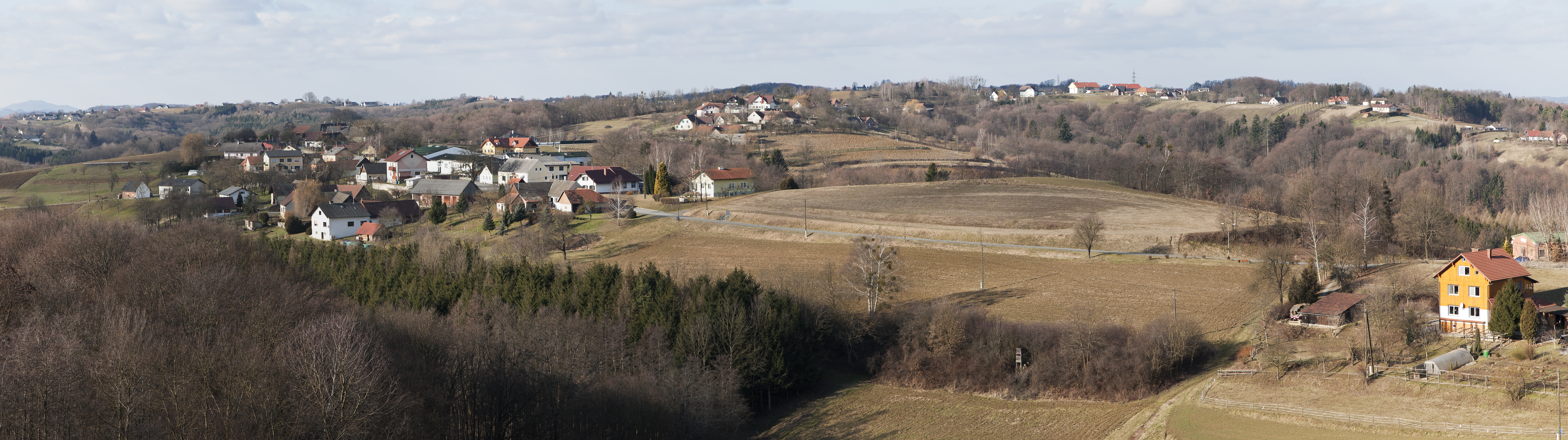
Krobotek von Osten

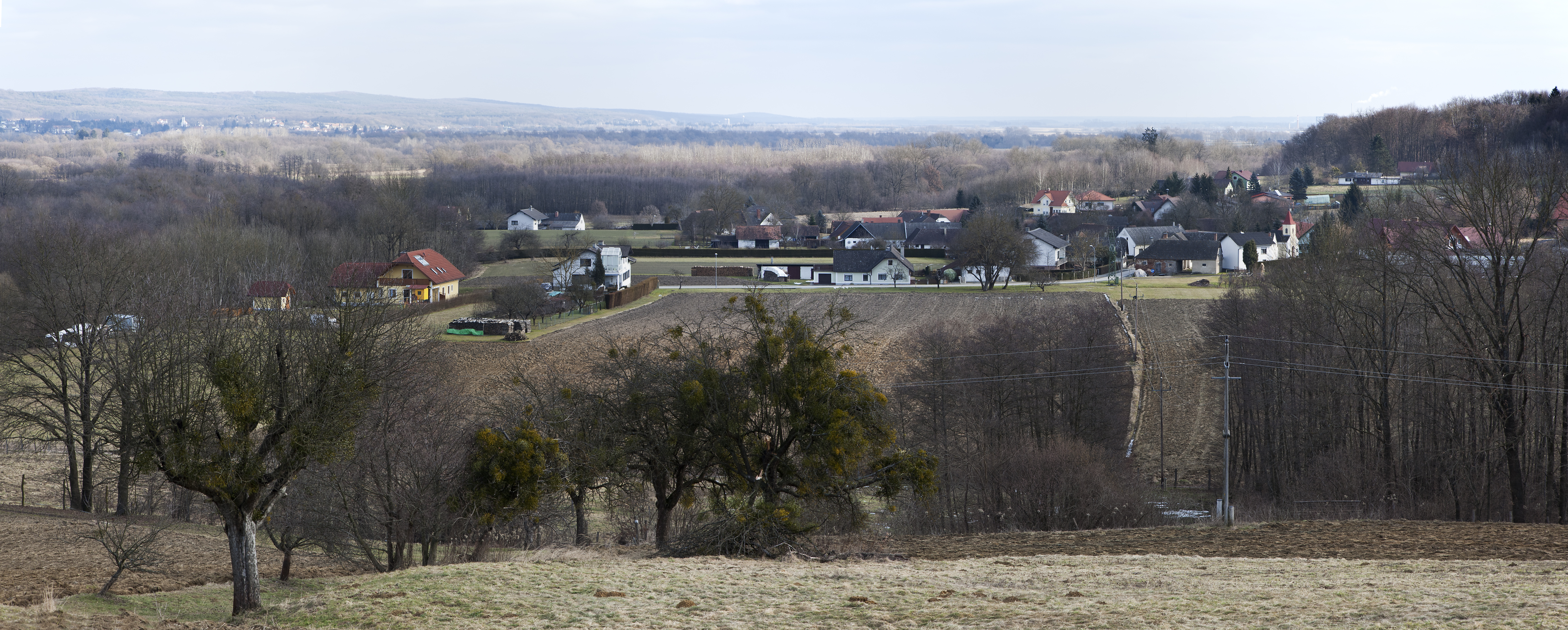
Rosendorf von Westen

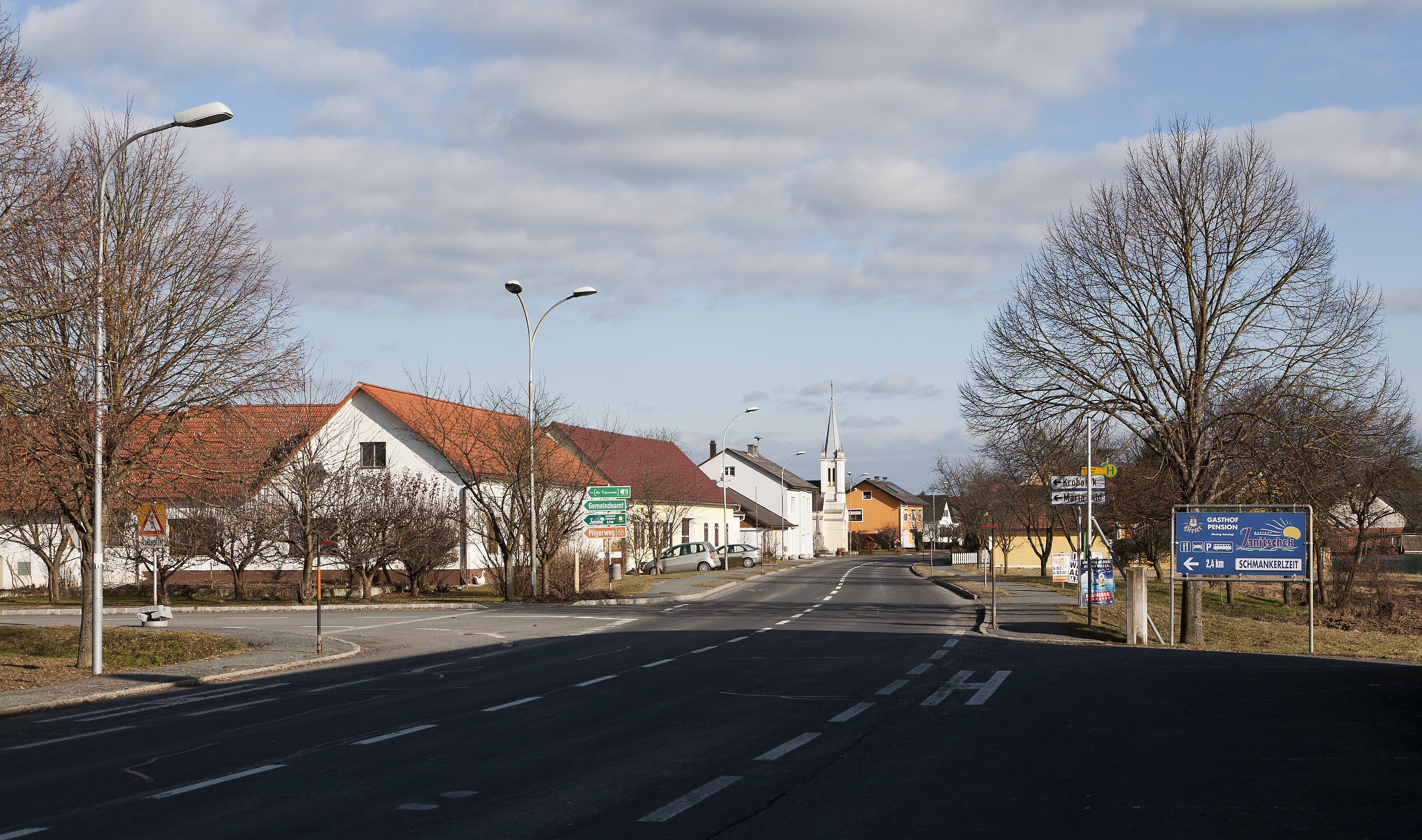
Weichselbaum von Westen

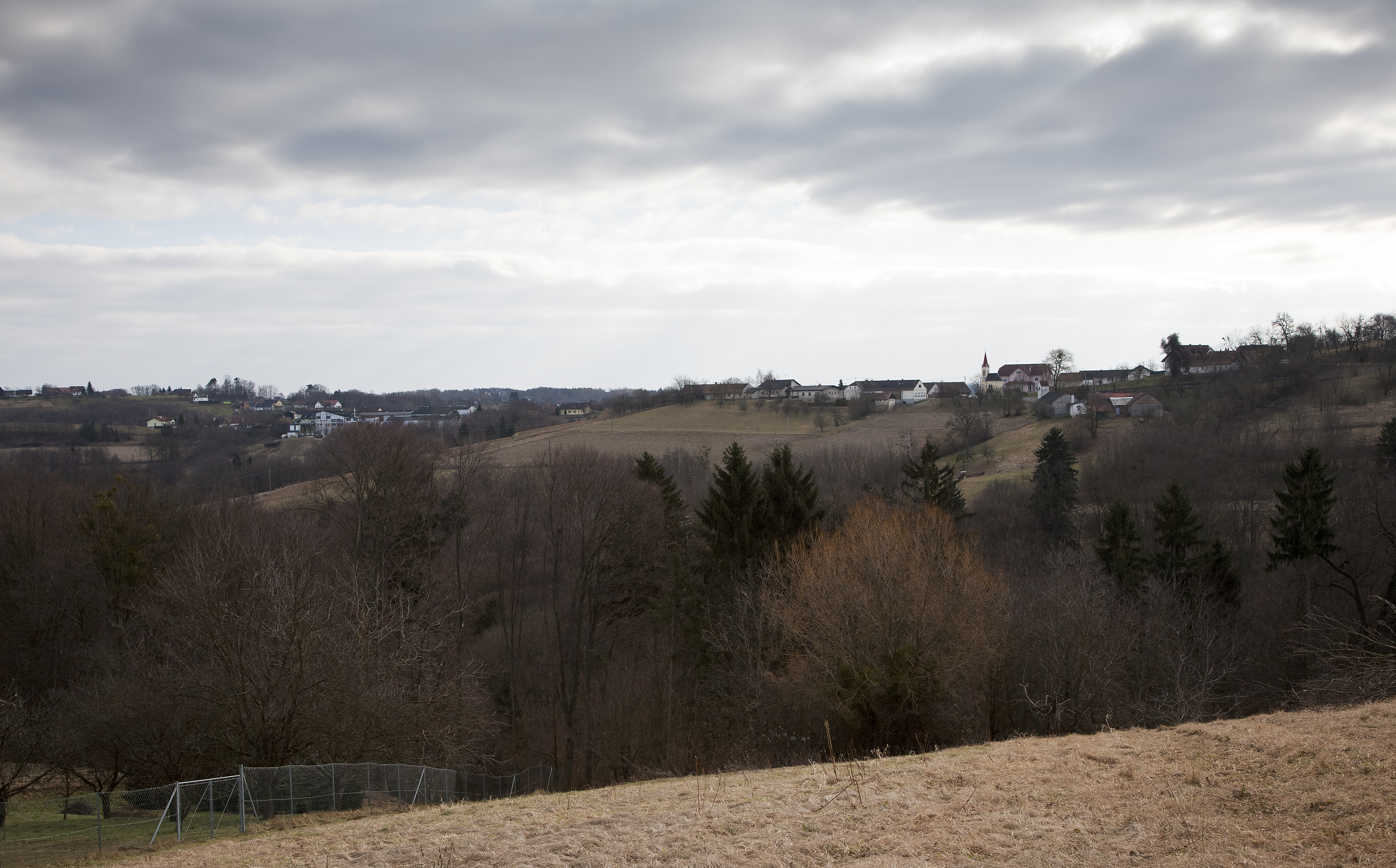
Krobotek vom Potschenberg (Nordwest)

## Kultur und Sehenswürdigkeiten
Die römisch-katholische Pfarr- und Wallfahrtskirche Maria Bild wurde 1793 anstelle einer Kapelle erbaut. Darin befindet sich eine Kopie des Gnadenbilds Madonna von Pötsch.

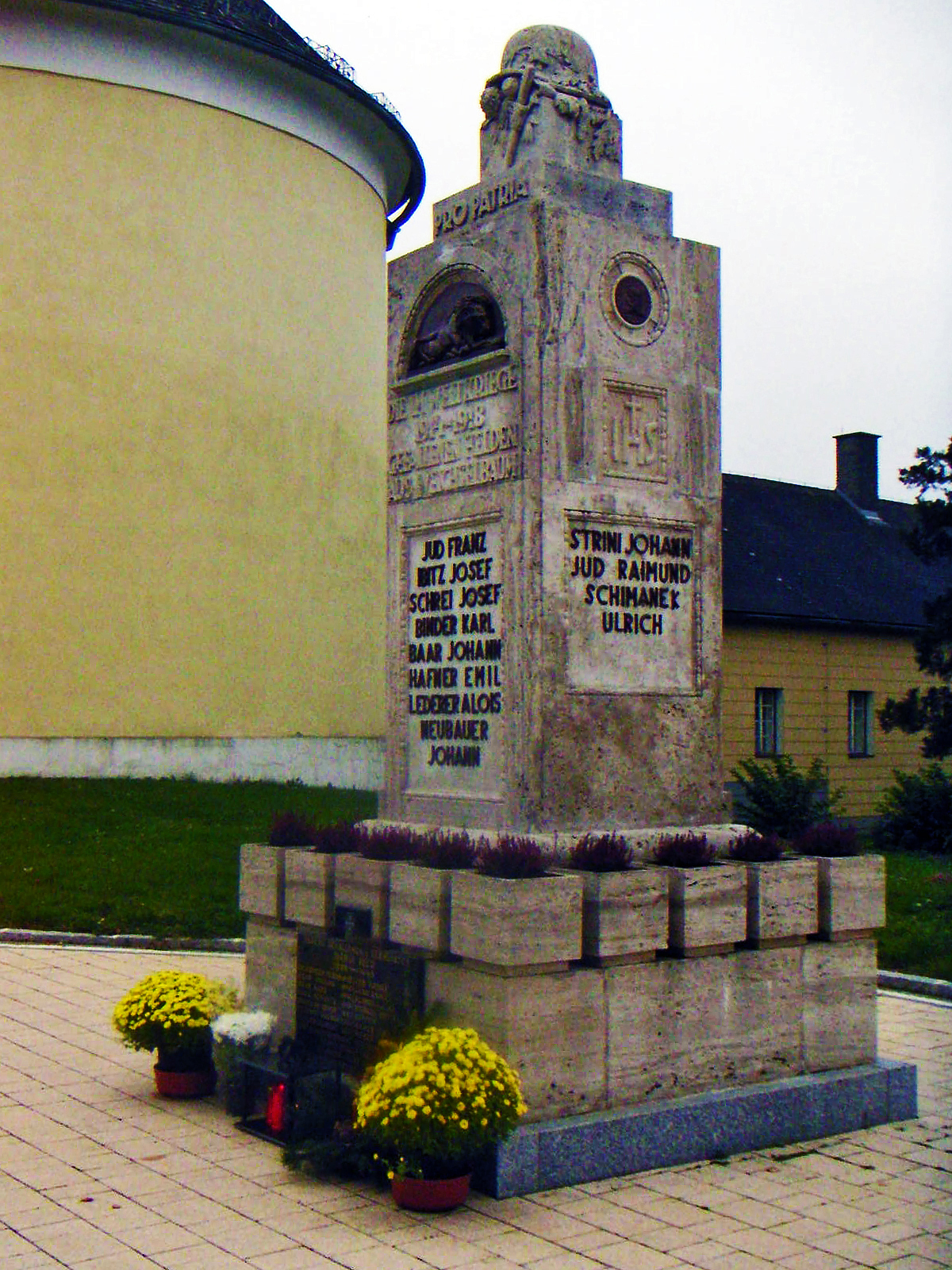
Weichselbaum, Maria Bild, Kriegerdenkmal vor der Nordost-Apsis der Wallfahrtskirche Mariae Heimsuchung
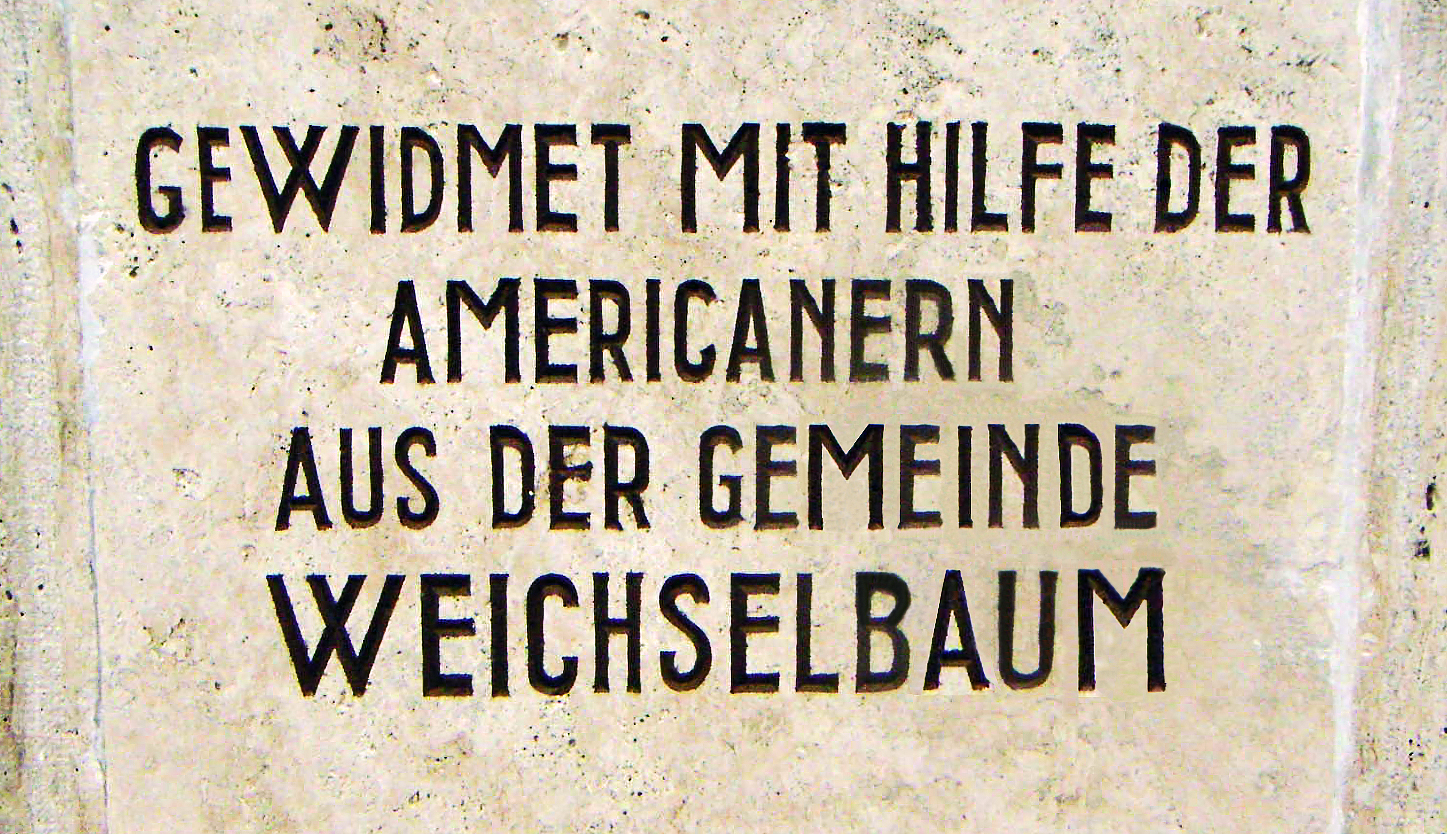
Weichselbaum, Maria Bild, Kriegerdenkmal, Widmungsdetail
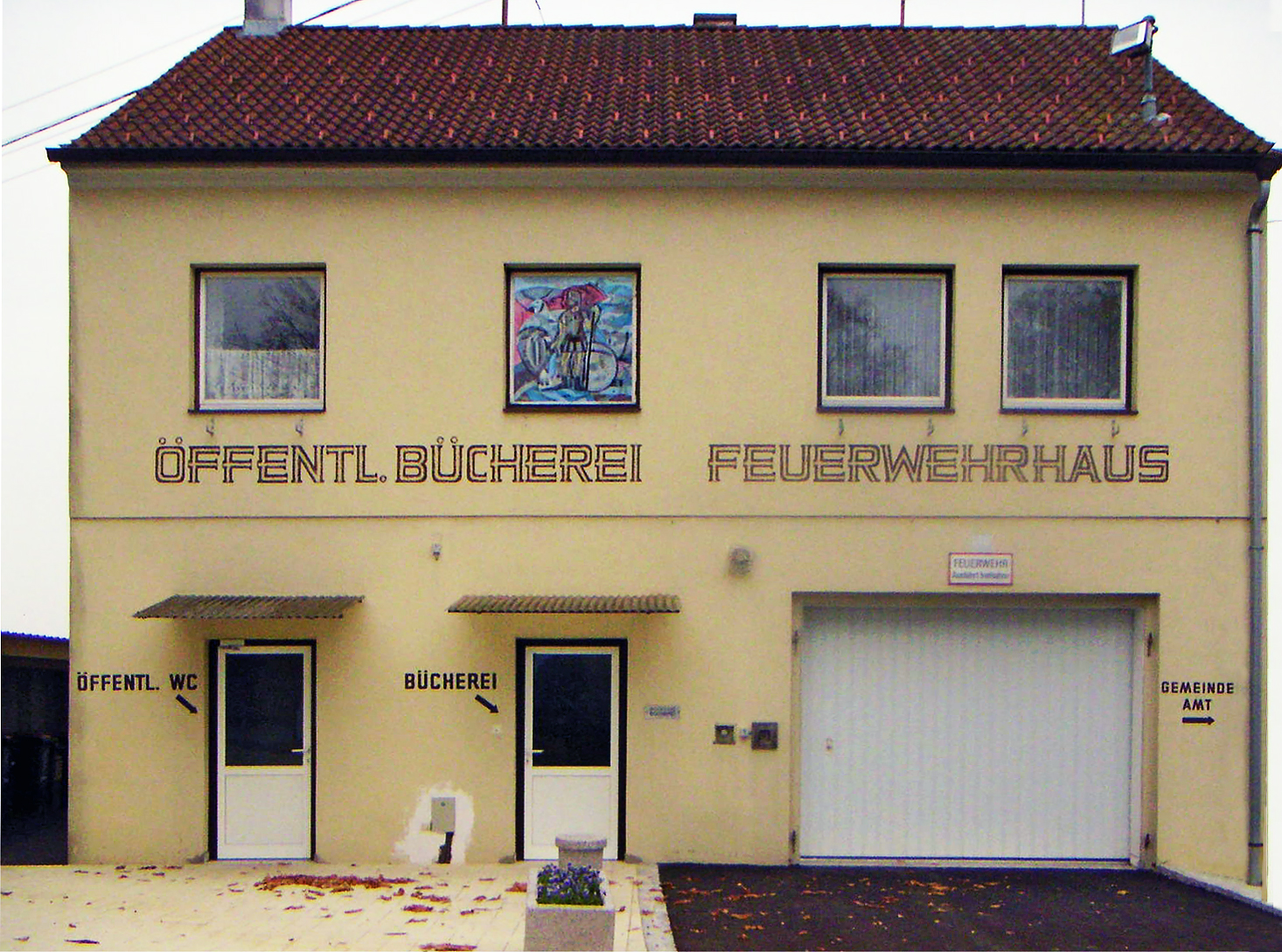
Weichselbaum, Maria Bild, Infrastrukturbau
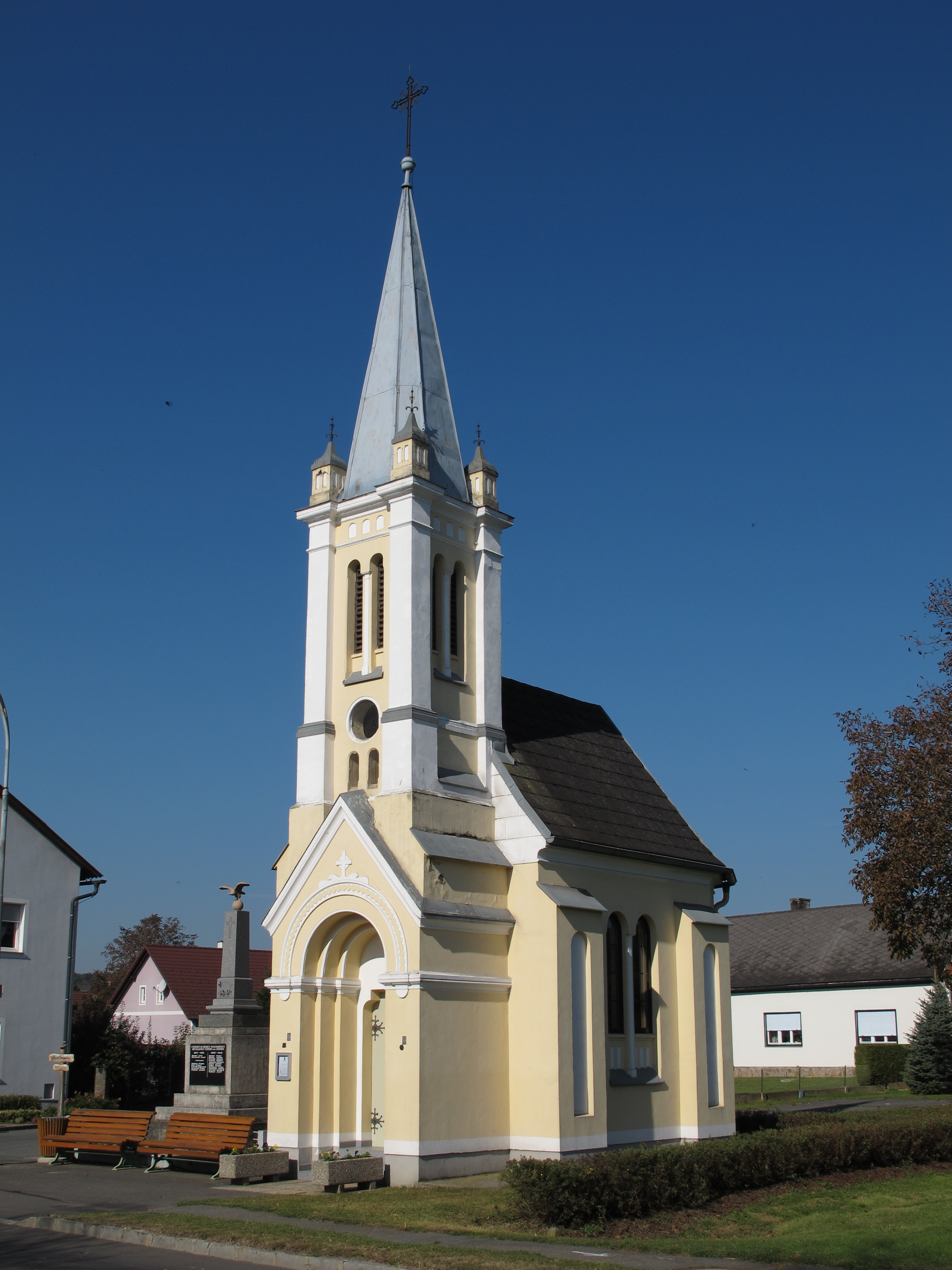
Ortskapelle Weichselbaum

## Politik

### Bürgermeister
Bürgermeister der Gemeinde ist Harald Brunner von der ÖVP.

### Gemeinderat
| Gemeinderatswahlen in Weichselbaum | Gemeinderatswahlen in Weichselbaum | Gemeinderatswahlen in Weichselbaum | Gemeinderatswahlen in Weichselbaum | Gemeinderatswahlen in Weichselbaum | Gemeinderatswahlen in Weichselbaum | Gemeinderatswahlen in Weichselbaum | Gemeinderatswahlen in Weichselbaum | Gemeinderatswahlen in Weichselbaum | Gemeinderatswahlen in Weichselbaum | Gemeinderatswahlen in Weichselbaum | Gemeinderatswahlen in Weichselbaum | Gemeinderatswahlen in Weichselbaum | Gemeinderatswahlen in Weichselbaum | Gemeinderatswahlen in Weichselbaum | Gemeinderatswahlen in Weichselbaum | Gemeinderatswahlen in Weichselbaum | Gemeinderatswahlen in Weichselbaum | Gemeinderatswahlen in Weichselbaum |
| Wahljahr                           | 2022                               | 2022                               | 2022                               | 2017                               | 2017                               | 2017                               | 2012                               | 2012                               | 2012                               | 2007                               | 2007                               | 2007                               | 2002                               | 2002                               | 2002                               | 1997                               | 1997                               | 1997                               |
| ---------------------------------- | ---------------------------------- | ---------------------------------- | ---------------------------------- | ---------------------------------- | ---------------------------------- | ---------------------------------- | ---------------------------------- | ---------------------------------- | ---------------------------------- | ---------------------------------- | ---------------------------------- | ---------------------------------- | ---------------------------------- | ---------------------------------- | ---------------------------------- | ---------------------------------- | ---------------------------------- | ---------------------------------- |
|                                    | Stim- men                          | %                                  | Man- date                          | Stim- men                          | %                                  | Man- date                          | Stim- men                          | %                                  | Man- date                          | Stim- men                          | %                                  | Man- date                          | Stim- men                          | %                                  | Man- date                          | Stim- men                          | %                                  | Man- date                          |
| Wahlberechtigt                     | 688                                |                                    |                                    | 682                                |                                    |                                    | 688                                | –                                  | –                                  | 717                                | –                                  | –                                  | 711                                | –                                  | –                                  | 674                                | –                                  | –                                  |
| Abgegeben                          | 567                                | 82,41                              |                                    | 578                                | 84,75                              |                                    | 601                                | 87,35                              | –                                  | 607                                | 84,66                              | –                                  | 588                                | 82,70                              | –                                  | 574                                | 85,16                              | –                                  |
| Ungültig                           | 51                                 | 8,99                               |                                    | 56                                 | 9,69                               |                                    | 46                                 | 7,65                               | –                                  | 52                                 | 8,57                               | –                                  | 42                                 | 7,14                               | –                                  | 61                                 | 10,63                              | –                                  |
| Gültig                             | 516                                | 91,01                              | 13                                 | 522                                | 90,31                              | 13                                 | 555                                | 92,35                              | 13                                 | 555                                | 91,43                              | 13                                 | 546                                | 92,86                              | 13                                 | 513                                | 89,37                              | 13                                 |
| Davon entfielen auf                |                                    |                                    |                                    |                                    |                                    |                                    |                                    |                                    |                                    |                                    |                                    |                                    |                                    |                                    |                                    |                                    |                                    |                                    |
| ÖVP                                | 283                                | 54,84                              | 8                                  | 329                                | 63,03                              | 8                                  | 319                                | 57,48                              | 8                                  | 296                                | 53,33                              | 7                                  | 361                                | 66,12                              | 9                                  | 351                                | 68,42                              | 10                                 |
| SPÖ                                | 210                                | 40,70                              | 5                                  | 156                                | 29,89                              | 4                                  | 207                                | 37,30                              | 5                                  | 221                                | 39,82                              | 5                                  | 185                                | 33,88                              | 4                                  | 93                                 | 18,13                              | 2                                  |
| FPÖ                                | 23                                 | 4,46                               | 0                                  | 37                                 | 7,09                               | 1                                  | n.k.                               | –                                  | –                                  | n.k.                               | –                                  | –                                  | n.k.                               | –                                  | –                                  | 69                                 | 13,45                              | 1                                  |
| Die Grünen                         | n.k.                               | n.k.                               | n.k.                               | n.k.                               | n.k.                               | n.k.                               | 29                                 | 5,23                               | 0                                  | n.k.                               | –                                  | –                                  | n.k.                               | –                                  | –                                  | n.k.                               | –                                  | –                                  |
| LEBEN                              | n.k.                               | n.k.                               | n.k.                               | n.k.                               | n.k.                               | n.k.                               | n.k.                               | –                                  | –                                  | 39                                 | 6,85                               | 1                                  | n.k.                               | –                                  | –                                  | n.k.                               | –                                  | –                                  |

## Persönlichkeiten
- Hans Makos (* 1954), Musiker, Musiklehrer und Komponist